# Bibliotheek van “De Levende Natuur”
De Bibliotheek van “De Levende Natuur” was een boekenreeks die verscheen in 1912 en 1913. 
De serie werd uitgegeven door W. Versluys te Amsterdam. Verschillende delen van de serie werden later herdrukt.
De serie bestond uit de volgende delen:
- 1: Thijsse, Jac. P. (1912) - Het vogelboekje.
- 2: Heimans, Eli (1912) - Het aquariumboekje.
- 3 en 5: Heinsius, H.W. en Jaspers, J. jr. (1913) - Het strandboekje. 124 + 156 pgs.[1]
- 4: Heimans, Eli (1913) - Geologie-boekje : een A-B-C voor de beginnende amateur. 184 pgs.[2]
- 6/7: Cool, Cath. en H.A.A. van der Lek (1913) - Het paddestoelenboekje. 350 pgs.[3]

## Het vogelboekje
Het vogelboekje, geschreven door Jac. P. Thijsse, was het eerste Nederlandse determinatieboekje voor vogels in zakformaat. De eerste druk, die verscheen in 1912, was geïllustreerd met tekeningen van Jan van Oort en van de schrijver, en met enige foto's, en telde 186 pagina's. Latere drukken telden meer pagina's, en werden soms van andere illustraties voorzien. 
De laatste, zesde druk verscheen in 1972.

## Het aquariumboekje
In hetzelfde jaar waarin van de hand van Thijsse het vogelboekje verscheen, zag het aquariumboekje het licht, dat werd geschreven door Eli Heimans, waarmee Thijsse al meer gezamenlijke publicaties had verzorgd, en waarmee hij bijvoorbeeld ook het tijdschrift De Levende Natuur uitgaf.
- Heimans, Eli (1912) - Het aquariumboekje. Bibliotheek van “De Levende Natuur”, no. 2. Geïllustreerd met tekeningen van de schrijver, en van M.A. Koekkoek. Amsterdam : W. Versluys. 200 pags. 20 cm.[4] In 1923 verscheen een tweede druk.[5]

In het aquariumboekje gaf Heimans “goede raad” aan beginnende natuurvrienden, die in huis of school een klein of groot aquarium hadden of wilden gaan houden. Hij speelde in op de vele vragen die hem naar aanleiding van In sloot en plas (1895) hadden bereikt. Hij behandelde dus vooral het onverwarmde zoetwateraquarium, waarin inheemse planten en dieren werden gehouden.
Over (inheemse) waterplanten schrijft hij zeer uitgebreid: ruim 50 pagina's. Bij de dieren krijgen de vissen de meeste aandacht. Dat komt mede omdat een “Lijst voor het bepalen van den naam der Nederlandsche zoetwatervisschen” is opgenomen.